# 11269 Knyr
11269 Knyr eller 1987 QG10 är en asteroid i huvudbältet som upptäcktes den 26 augusti 1987 av den rysk-sovjetiska astronomen Ljudmila Karatjkina vid Krims astrofysiska observatorium på Krim. Den är uppkallad efter den ukrainske ingenjören Ihor Knyr.
Asteroiden har en diameter på ungefär tre kilometer.